# Црни талас
Црни талас је назив за појаву на југословенској културној и политичкој сцени у периоду шездесетих и раних седамдесетих година 20. века (од око 1958. до 1973). Везује се за остварења појединих режисера, сценариста и књижевника тог доба, који су од стране власти окарактерисани као критичари званичног комунистичког поретка и друштва. Представници власти су ова остварења назвали црним таласом. У црни талас на филму углавном спадају остварења Новог југословенског филма (1961−1972) која су од стране власти проглашена неподобним.
Међу познатим редитељима су Душан Макавејев, Жика Павловић, Александар Петровић, Желимир Жилник, Мика Антић, Лордан Зафрановић, Мића Поповић, Ђорђе Кадијевић и Марко Бабац. Филмови из овог покрета су познати по свом нетрадиционалном приступу стварању филмова, црном хумору и критичком испитивању социјалистичког југословенског друштва.

## Обележја
„Табу теме које је патентирао Брозов систем по угледу на комунистичку сабраћу о којима се ништа релативистички није смело рећи, биле су, пре свега сам вођа, а потом револуција, самоуправљање, братство и јединство, секс, војска“.

Остварења црног таласа су најчешће критика социјалистичког друштва, идеологије, односно тадашњих власти и њиховог приказа у јавности. Као покрет, црни талас је представљао супротност представницима званичног социјалистичког културног естетизма који су стварност осликавали кроз приказе општег напретка и благостања југословенског социјалистичког друштва. Супротно идеолошком приказу југословенске стварности, црни талас се бави темама из свакодневног живота обичног малог човека. Једна од главних карактеристика црног таласа је реализам, односно приказ стварности живота онаквим какав јесте, насупрот претерано улепшаној, пропагандној и идеолошкој стварности.

## Историја
Шездесетих година су у европској кинематографији постојали слични покрети попут француског „новог таласа”, енглеског и немачког „младог филма”, те румунског „новог филма”. Прва југословенска цензорска комисија је основана 1945. године. Године 1968. су одржане Студентске демонстрације.
Комисија Председништва Савеза комуниста Југославије је 27. октобра 1969. одржала сједницу на којој је разматран материјал Радне групе за филм „Стање и проблеми у југословенској кинематографији”, а на којој је донесен закључак да поједини југословенски филмови и други видови умјетности, имају тенденцију деградације револуције и њених тековина.
У Новом Саду је 5. јула 1971. одржана велика јавна дискусија о филму Мистерије организма, на којој је критикован приказ Стаљина у овом филму, као и бојазан да би и Јосип Броз могао да буде предмет критичког приказа. Године 1973. долази до забране црног таласа и до настанка такозваног „црвеног таласа”. У филмове црвеног таласа који су били потпуна супротност филмовима црног таласа, спадају: Битка на Неретви (1969), Валтер брани Сарајево (1971), Сутјеска (1973), Ужичка република (1974), Партизани (1974), Доктор Младен (1975), Црвена земља (1975), Партизанска ескадрила (1979), Велики транспорт (1983) и други.

## Представници
Најзначајнији представници црног таласа кроз филмска остварења су режисери: Александар Петровић, Живојин Павловић, Ђорђе Кадијевић, Душан Макавејев, Мића Поповић, Желимир Жилник, Лазар Стојановић, Љубиша Козомара, Гордан Михић, Војислав Кокан Ракоњац, Јован Јовановић и други.
Значајнији представници црног таласа у књижевности су: Мирко Ковач, Драгослав Михаиловић, Слободан Селенић, Антоније Исаковић, Милисав Савић, Видосав Стевановић, Иван Ивановић, Богдан Тирнанић и други.

## Значајни појединци и филмови
Душан Макавејев се сматра вођом филмских стваралаца Црног таласа. Његов најуспешнији филм била је политичка сатира из 1971. Мистерије организма, коју је режирао и написао. Филм је забрањен, а Макавејев је побегао из земље, не радећи тамо све до 1988. Снимио је Слатки филм у Канади, Холандији и Француској.
Александар „Саша“ Петровић био је још једна од најзначајнијих личности југословенског црног таласа. Покрет је учинио познатим у Југославији и иностранству. Два његова дела била су номинована за Оскара за најбољи филм на страном језику: Три 1966. и Скупљачи перја 1967. године.
Рани радови Желимира Жилника (1969) показали су главне тенденције Југословенског црног таласа: необичне форме, полемичке методе, друштвено-критичке бриге, опозициону идеологију и фаталистичко финале. Истовремено, то је подстакло писца и новинара Владимира Јовичића (који је инсистирао на ставу традиционалне комунистичке партије) да напише чланак „Црни талас у нашем филму", објављен у Борби 19. 3. августа 1969. који је сковао сам појам „Црни талас“. Овим филмом и овим чланком почео је званични контранапад на Југословенски црни талас.
Иако су најбољи редитељи и филмови црног таласа били српски, у том процесу учествовала је и хрватска кинематографија. Најважнији класик црног таласа из Хрватске су Лисице (1969, Крсто Папић), први уметнички производ који приказује тајне раскида између Јосипа Броза Тита и Јосифа Стаљина 1948. године.

## Признања и наслеђе
Талас је један од најуспешнијих и међународно признатих кинематографских покрета југоисточне Европе, поред румунског новог таласа из 2000-их. Филмови су освојили мноштво међународних признања, укључујући Златног медведа, Сребрног медведа за најбољу режију, Гран при у Кану, шест номинација за Златну палму у Кану и четири номинације за Оскара за најбољи међународни играни филм, а успех се наставља кроз режисерe који су изашли из таласа, укључујући две награде Златне палме 1980-их и 1990-их. Данас се неколико филмова сматра класицима светске кинематографије и објављени су као део утицајних колекција као што је Criterion Collection у Сједињеним Државама.

## Цензуре и забране
У Југославији је од 1945. до краја 1973. произведен 431 филм, од којих је између 30 и 40 насталих у периоду између 1963. до 1973. стављено у „бункер” или нису „одобрени за јавно приказивање”.
- У планинама Југославије (Абрам Рум 1946) забрањен након резолуције информбироа, након чега одлази у бункер[16].
- Велики митинг (Валтер Нојгебауер 1951)
- Српски порно-филм (око 1953)
- Шолаја (филм) (Војислав Нановић, 1955)
- Парада (филм из 1962) (Душан Макавејев, 1962) је забрањен, након чега су из њега избачена два кадра.[3]
- Град (филм) (Кокан Ракоњац, Марко Бабац и Живојин Павловић, 1963) је одлуком суда у Сарајеву забрањен, при чему је наређено да се сви примјерци филма униште.[3] Филм је одлуком суда у Сарајеву ослобођен тек 1990.[3]
- Повратак (Живојин Павловић, 1966) је 1968. одобрен за јавно приказивање, након што је проширен додатним сценама.[3]
- Невиност без заштите (Душан Макавејев, 1968) је имао проблеме са цензорима јер је главни глумац личио на Јосипа Броза.[3]
- Свети песак (Мирослав Мика Антић, 1968) је забрањен.[3]
- Рани радови (Желимир Жилник, 1969) је од стране цензуре одобрен за јавно приказивање 8. марта 1969, а под оптужбом „узнемиравања југословенске јавности” био на судском процесу који је почео 23. јуна 1969.[7] Филм је првобитно забрањен, а тек 1982. одобрен за јавно приказивање.[3]
- Пластични Исус (Лазар Стојановић, 1971) је заплењен и бункерисан 1972, забрањен 1973, а режисер Лазар Стојановић је ухапшен 6. новембра 1972. и 1973. осуђен на три године затвора.[3][7] Након афере Пластични Исус, режисер Александар Саша Петровић је избачен са Факултета драмских уметности у Београду, а убрзо по томе се преселио у Париз.[3]
- Мистерије организма (Душан Макавејев, 1971) је 1971. од стране цензуре одобрен за јавно приказивање, а Републичка комисија за преглед филмова СР Србије је 10. маја 1971. издала „Решење о давању одобрења за јавно приказивање филма” бр. 03-642-45.[7] Међутим, Јавно тужилаштво СР Србије је 19. јула 1971. послало допис Републичкој комисији за преглед филмова, којим је јавни тужилац, на основу члана 15. Закона о јавном тужилаштву, обуставио извршење Решења од 10. маја 1971, чиме је поништено раније одобрење за јавно приказивање филма.[7] Филм је у Југославији први пут јавно приказан 1986, када је са њега скинута забрана из 1971.[7]
- Млад и здрав као ружа (Јован Јовановић, 1971). Филм је након снимања приказан само два пута: на Фестивалу у Пули и у Студентском културном центру у Београду, након чега му се губи сваки траг, иако никада није званично забрањен. Прва следећа јавна пројекција филма уследила је 35 година након снимања, у оквиру ФЕСТ-а 2006.

## Остварења

### Филм
Значајнија остварења у области филма су:
- Двоје (Александар Петровић, 1961)[2]
- Чудна девојка, (Јован Живановић, 1962)[8]
- Парада (филм из 1962), (Душан Макавејев, 1962)[3]
- Дани (филм) (Александар Петровић, 1963)[2]
- Човек из храстове шуме (Мића Поповић, 1963)[8]
- Град (филм), (Кокан Ракоњац, Марко Бабац и Живојин Павловић, 1963)[3]
- Три (филм) (Александар Петровић, 1965)
- Човек није тица (Душан Макавејев, 1965)[2]
- Непријатељ (Живојин Павловић, 1965)[8]
- Повратак (Живојин Павловић, 1966)[3][8]
- Рој (филм) (Мића Поповић, 1966)[8]
- Скупљачи перја (Александар Петровић, 1967)[2]
- Буђење пацова, (Живојин Павловић, 1967)[3]
- Кад будем мртав и бео, (Живојин Павловић, 1967)[3]
- Празник (филм из 1967), (Ђорђе Кадијевић, 1967)[8]
- Љубавни случај или трагедија службенице ПТТ (Душан Макавејев, 1967)[2]
- Јутро (филм), (Младомир Пуриша Ђорђевић, 1967)[17]
- Поход (филм) (Ђорђе Кадијевић, 1968)
- Биће скоро пропаст света (Александар Петровић, 1968)[2]
- Невиност без заштите (Душан Макавејев, 1968)[2]
- Незапослени људи (документарни филм, Желимир Жилник, 1968)[2]
- Делије (филм) (Мића Поповић, 1968)[8]
- Узрок смрти не помињати (Јован Живановић, 1968)[8]
- Подне, (Младомир Пуриша Ђорђевић, 1968)[3]
- Свети песак, (Мирослав Мика Антић, 1968)[3]
- Заседа (филм из 1969), (Живојин Павловић, 1969)[3]
- Рани радови (Желимир Жилник, 1969)[2]
- Вране (филм) (Љубиша Козомара и Гордан Михић, 1969)[3]
- Доручак са ђаволом, (Мирослав Мика Антић, 1969)[3]
- Црвено класје (Живојин Павловић, 1970)[3]
- Мистерије организма (Душан Макавејев, 1971)[2]
- Пластични Исус, (Лазар Стојановић, 1971)[2]
- Црни филм, (Желимир Жилник, 1971)[3]
- Млад и здрав као ружа, (Јован Јовановић, 1971)[3]
- Слани кикирики, (1971)[3]
- Улога моје породице у светској револуцији, (Бато Ченгић, 1971)[3]
- Недостаје ми Соња Хени, (Карпо Аћимовић Година, 1972)[3]
- Мајстор и Маргарита (филм) (Александар Петровић, 1972)[2]
- И Бог створи кафанску певачицу, (Јован Живановић, 1972)[8]
- Црвени удар, (Предраг Голубовић, 1974)[2]
- Хајка (филм), (Живојин Павловић, 1977)
- На путу за Катангу, (Живојин Павловић, 1987)

### Књижевност
- Губилиште, (Мирко Ковач, 1962)
- Мемоари jедног макроа, (Ласло Вегел, 1967)
- Кад су цветале тикве, (Драгослав Михаиловић, 1968)[5]
- Мемоари Пере богаља, (Слободан Селенић, 1968)[5]
- Писмо/Глава, (Слободан Селенић, 1970)[5]
- Црвени краљ (Иван Ивановић, 1972)